# Trojmezí

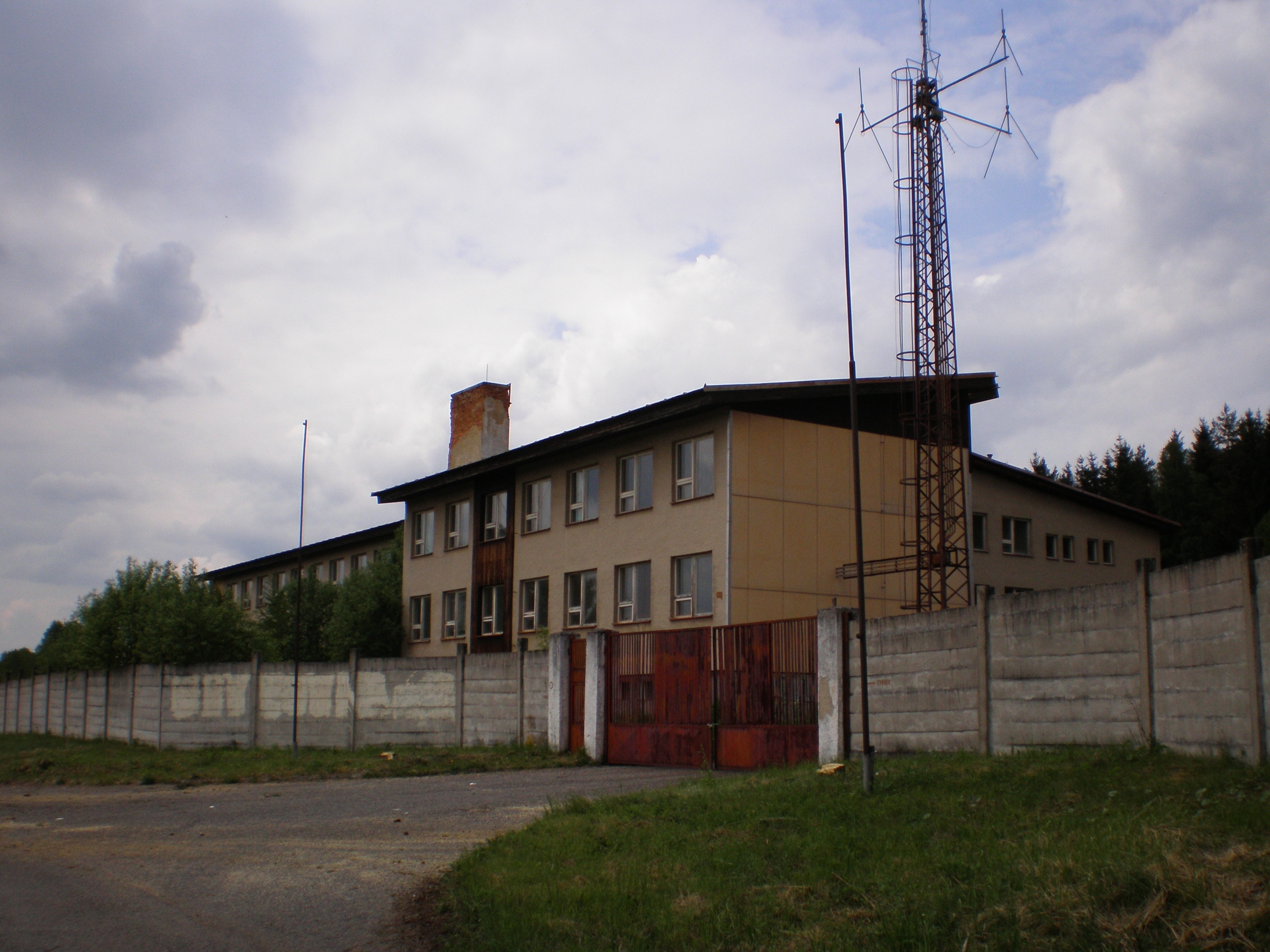
A határőrség egykori laktanyája

Trojmezí (németül Gottmannsgrün) Hranice településrésze Csehországban a Karlovy Vary-i kerület Chebi járásában.

## Fekvése
Az Aši-kiszögellés északnyugati végén, Hranicetől 2 km-re nyugatra, Aštól 12 km-re északnyugatra fekszik. Korábban az alábbi településekből tevődött össze: Trojmezí (Gottmannsgrün), Dolní Trojmezí (Unter Gottmannsgrün), Kozí hřbet (Ziegenrück), illetve részét képezték a Richterovy Domky, Neustadt, Schwammenbach, Císařský hamr (Kaiserhammer) elnevezésű tanyák, s egyes források szerint még a Mäcklovy Domky tanya is.

## Nevének eredete
Cseh elnevezésének jelentése magyarul Hármashatár, utalva a település közelében lévő Bajorország, Szászország és Csehország határának metszéspontjára.

## Története
Elsőként 1356-ban a Neuberg-család birtokaként említi oklevél. Környékén a 16. és a 17. században vasércet bányásztak. A Rokytnice-patak egykori malmai is ekkor épültek. A nagy kiterjedésű, elszórtan fekvő település központi, modern iskoláját 1903-ban építették. A második világháborút követően német nemzetiségű lakosságát kitelepítették. 1951-ben a település egy részét, a határsáv tiltott övezetévé nyilvánították, mely övezetben fekvő lakóházak lebontásra kerültek. A határőrség laktanyáját a szocializmus évtizedeiben építették. 2008-ban a területén fekvő 11 lakóházban mindössze 32 lakos él. A lakóházakon és az egykori laktanyán kívül csupán egy megszűnt vendéglő épülete található.

## Nevezetességek
- A porosz-osztrák háború áldozatainak emlékműve 1866-ból.
- Az első világháború áldozatainak emlékműve.
- Az egykori vasércbánya maradványai.
- Területének nyugati peremén a bajorországi Prex községbe turista-határátkelőhely vezet. Korábban ezen a helyen malom és hámor volt, melyek nem maradtak fenn, csupán egy kőkereszt található itt.
- A határőrség egykori laktanyája. Az épület hosszú éveken át elhagyottan, kihasználatlanul állt, 2008 májusától magántulajdonban van.

## Lakossága
| Év            | 1850 | 1930 | 1947 | 1961 | 1970 | 2001 |
| ------------- | ---- | ---- | ---- | ---- | ---- | ---- |
| Lakosok száma | 799  | 845  | 181  | 92   | 47   | 32   |

## Fordítás
- Ez a szócikk részben vagy egészben a Trojmezí (Hranice) című cseh Wikipédia-szócikk ezen változatának fordításán alapul.  Az eredeti cikk szerkesztőit annak laptörténete sorolja fel. Ez a jelzés csupán a megfogalmazás eredetét és a szerzői jogokat jelzi, nem szolgál a cikkben szereplő információk forrásmegjelöléseként.